# Castillo (Álava)
Castillo (en euskera: Gaztelu) es un concejo del municipio de Vitoria, en la provincia de Álava, País Vasco (España).

## Localización
Está situado a 6,9 km al sur de Vitoria. Accedemos a este concejo tomando la carretera A-2124 que se dirige al sur y tomando un desvío a la derecha por la carretera A-4128. 

## Geografía
El concejo se halla en la base misma de los Montes de Vitoria que separan las tierras de la Llanada Alavesa de las del Condado de Treviño.  Pertenece a la Zona Rural Suroeste de Vitoria.

## Despoblado
Forma parte del concejo una fracción del despoblado de:
- Meana.[1]

## Localidades limítrofes
|                   | Norte: Mendiola                  |                       |
| Oeste: Gardélegui |                                  | Este: Monasterioguren |
|                   | Sur: Condado de Treviño (Burgos) |                       |

## Toponimia
La primera mención escrita sobre el concejo data de 1025 cuando es mencionada como Gaztellu en el Cartulario de San Millán de la Cogolla. Posteriormente, en un documento de 1135, en el que el obispo de Nájera da en encomienda al arcediano, maestro Pedro, la casa de Armentia más las cuartas episcopales de veinte villas cercanas, aparece Castellu, mientras que en el privilegio rodado del rey Alfonso X de Castilla, confirmando la cesión de 8 aldeas a Vitoria por la Cofradía de Álava en 1258 aparece como Castiello. En una sentencia arbitraria de 1352 entre los labradores de las aldeas viejas y el concejo de Vitoria de una parte, y el alcaide del castillo de la villa de Vitoria de la otra, se cita repetidas veces Castillo. En el Apeo de la jurisdicción de Vitoria de 1481, aparece Castillo, así como en el Libro de visita del Licenciado Martín Gil en 1551, se cita Castillo en la lista de localidades del arciprestazgo de Armentia y también en el documento del año 1580, en el que se recoge la relación de los pueblos de Álava y su correspondiente pago del diezmo a la iglesia.

## Historia
Castillo es una de las aldeas viejas de Vitoria que fueron cedidas a Alfonso X de Castilla y que quedaron integradas en esta villa en el siglo XIII, perteneciendo en el siglo XI a la merindad de Malizhaeza. En el Cabildo de Universidad de las parroquias de Vitoria viene recogido como Castiello. En 1812 se situó en pleno campo de lances entre las tropas francesas y anglo-españolas en el contexto de la Guerra de Independencia.

## Demografía
En 2018 el concejo contaba con una población de 66 habitantes según el Padrón Municipal de habitantes del Ayuntamiento de Vitoria. Sus vecinos eran conocidos con el apodo de los "Jarricos".
| Gráfica de evolución demográfica de Castillo (Álava) entre 2000 y 2018                                   |
| |
| Población (2000-2017) según los censos de población del INE. Población según el padrón municipal de 2018 |

## Cultura

### Patrimonio material

##### Iglesia parroquial de San Martín
Data del siglo XVI, poseyendo planta rectangular con cabecera semi-hexagonal y nave de dos tramos, el primero mucho más largo que el de los pies. El retablo mayor data del XVII.

### Patrimonio inmaterial
La fiestas patronales eran el 11 de noviembre (San Martín), y se trasladaron al mes de julio, festividad de San Martín Txiki (San Martín de Tours).